# Terval
Terval község Franciaország Loire mente régiójában, Vendée megyében. Új községként 2023. január 1-jén jött létre La Tardière, Breuil-Barret és La Chapelle-aux-Lys korábbi községek egyesítésével. Az egyesüléskor az új község lélekszáma 2222 fő lett. Lakosainak száma 2173 fő (2022. január 1.).

## Népesség
| Lakosok száma | 1332 | 2168 | 2173 |
|               | 2020 | 2021 | 2022 |